# Гази (квартал на Истанбул)
„Гази“ (на турски: Gazi) е квартал на Истанбул, разположен в градска околия Султангази. Общата му площ е 0,88 км2. Според данни на Адресната система за регистриране на населението (ABPRS) към 2024 г. населението на „Гази“ е 34 866 жители.